# Batalha de Kenge
Batalha de Kenge ocorreu em maio de 1997 durante a Primeira Guerra do Congo. Os rebeldes da Aliança das Forças Democráticas para a Libertação do Congo (AFDL), apoiados pelo Exército Patriótico de Ruanda (EPR), atacam as defesas das Forças Armadas Zairenses (FAZ) leais ao Presidente Mobutu Sese Seko que são sustentadas pelos guerrilheiros angolanos UNITA. A batalha foi marcada por forte resistência da Forças Armadas Zairenses contra as tropas de Laurent-Désiré Kabila, exigindo a intervenção de forças regulares angolanas para que o obstáculo fosse ultrapassado.

## Situação

A situação no Zaire no final de abril de 1997. A AFDL controla todo o leste do país, da Província Oriental até Shaba. Uma força expedicionária angolana toma Chicapa e Kikwit (29 de abril). A última etapa antes de Kisangani é Kenge.

Em abril de 1997, a rebelião de Kabila, partiu do Quivu no final de 1996, assumindo o controle da maior parte do Zaire. A segunda cidade do país, Lubumbashi, foi tomada no início deste mês. Apenas Quinxassa, a capital zairiana, assim como Gbadolite e Matadi, ainda são controladas por Mobutu.
Localizada a cerca de 230 km de Quinxassa, a cidade de Kenge, na província de Bandundu, é um ponto estratégico no caminho para Quinxassa. A região é montanhosa, a estrada estreita torna difícil a travessia de veículos e Kenge está localizada entre os rios Wamba e Bakali. 
No final de abril de 1997, uma força expedicionária angolana atravessou a fronteira. Indo para o norte, toma Chicapa em 23 de abril e Kikwit em 29 ou 30 de abril. As tropas oriundas de Angola e as ruandesas-congolesas vindas do leste, em seguida, partem desta última cidade em direção a Kenge,  de onde unidades do governo fugiram em 2 de maio de 1997. Porém, as forças leais a Mobutu decidem reagrupar muitas unidades para defender a cidade.
Para o chefe do exército zairiano, o general Donatien Mahele Lieko Bokungu, manter a rota para Quinxassa permitiria negociar uma transição pacífica entre o regime Mobutu e Kabila. Por seu lado, a UNITA, uma guerrilha angolana liderada por Jonas Savimbi, possui numerosas instalações no Zaire e estará fortemente envolvida na defesa dessas bases operacionais de retaguarda.

### Forças zairianas

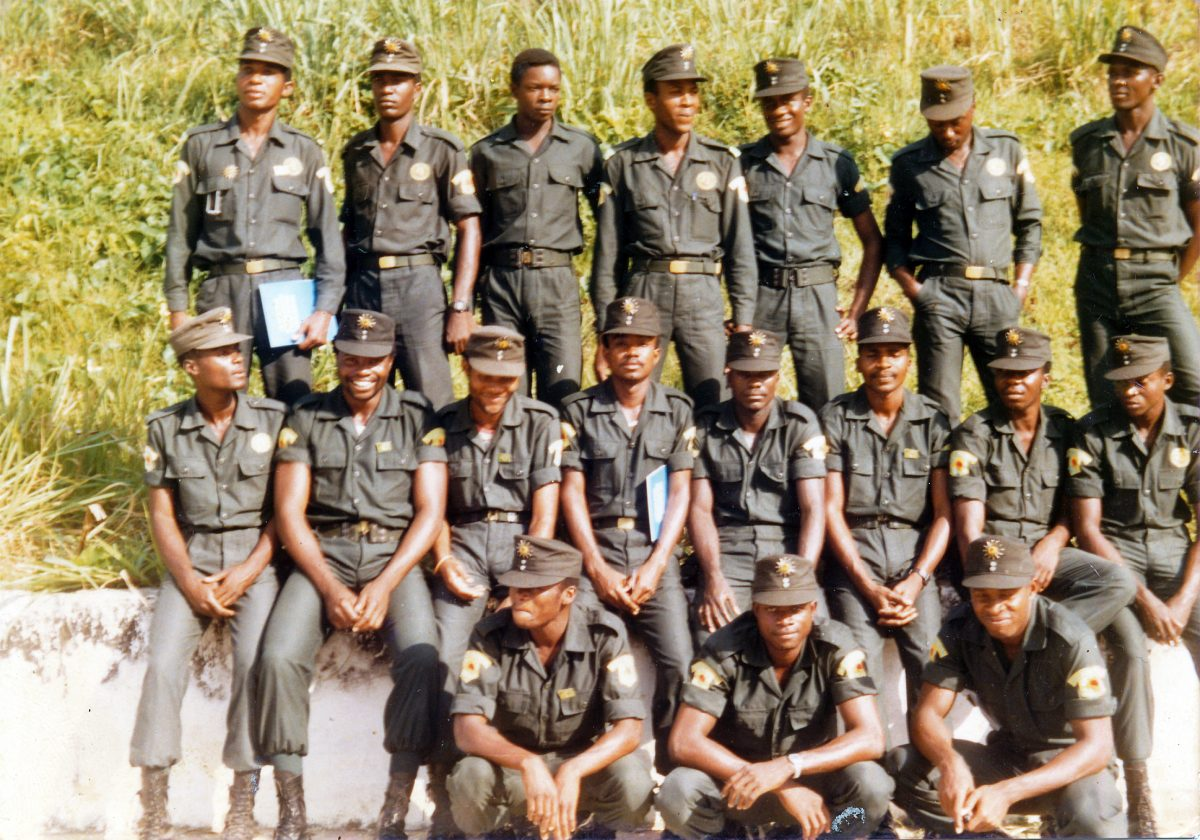
Os soldados da guarda civil zairiana (foto de 1985) participarão da batalha, muitos deles recém-recrutados em Quinxassa.

As forças pró-Mobutu são constituídas por cerca de 3.000 soldados da Divisão de Segurança Presidencial (division de sécurité présidentielle, DSP), soldados da Guarda Civil Zairiana — incluindo jovens de Quinxassa recrutados por cem dólares cada — supervisionados pelo Serviço de Ação e Inteligência Militar, de 500 a 3.000 combatentes da UNITA e veteranos hutus das Forças Armadas Ruandesas (FAR). As tropas da Divisão de Segurança Presidencial são comandadas pelos coronéis Tendayo e Lisika. O capitão Ilunga Kampete comanda um esquadrão de tanques Type 59.

### Rebeldes
As tropas rebeldes são comandadas por James Kabarebe, um oficial do Exército Patriótico de Ruanda. Os cerca de 3000 rebeldes da AFDL foram apoiados por 600 soldados do Exército Patriótico de Ruanda. Muitas crianças-soldados, os kadogos, foram recrutados pela Aliança. As tropas rebeldes também incluem soldados angolanos de origem catanguesa, os Tigres Katangueses, comandados por Vindicien Kinyata. Durante a batalha, o Exército Angolano, que até então havia fornecido principalmente apoio logístico, empregaria pela primeira vez entre 2.000 e 3.000 soldados não-catangueses. 

## Primeiros combates

Localização de Kenge entre os rios Cuango, Wamba e Bakali. A estrada nacional 1 (linha vermelha grossa), indo de Kikwit a Quinxassa, passa por Kenge.

Em 4 de maio, os soldados da Divisão de Segurança Presidencial disfarçados como rebeldes surgem para testar a lealdade dos habitantes. Consequentemente, civis são executados por traição a oeste de Kenge e na própria cidade de Kenge.
Depois de chegarem a Kenge, os rebeldes tentaram atravessar o rio Cuango em 5 de maio, mas suas vanguardas foram repelidas por um batalhão zairiano, reforçado por veículos blindados da Divisão de Segurança Presidencial e por uma companhia da UNITA. As crianças-soldados, enviadas para a linha de frente, sofrem pesadas baixas perante a Divisão de Segurança Presidencial; com testemunhos relatando várias dezenas de kadogos mortos. Um contra-ataque zairiano contra Kenge foi posteriormente repelido pela Aliança. Na manhã de 7 de maio, as tropas pró-Mobutu tentam retomar a cidade. Depois de várias horas de combates, os zairianos se retiraram da cidade, infligindo pesadas perdas aos rebeldes, enquanto muitos civis foram mortos.

## Estabilização da frente após retirada
Nos dias 10 e 11, a frente de batalha se estabiliza no Wamba, a oeste do Cuango. A batalha recomeça em 12 de maio e os combates prosseguem na rota para Quinxassa. A UNITA e as Forças Armadas Zairenses, repelidas para a aldeia de Bankana (na metade do caminho entre Kenge e Quinxassa), contra-atacam e as tropas de Kabila recuam para a margem leste do Cuango.
Em 15 de maio, embora a ponte sobre o rio Bombo, a algumas dezenas de quilômetros mais adiante, tenha sido destruída, 500 rebeldes avançam rio acima e cercam os zairianos pela retaguarda.  Segundo François Sudan, o general Mahele, conhecendo a inevitável derrota dos mobutistas, daria aos rebeldes o mapa das posições da Divisão de Segurança Presidencial.
Os combatentes da UNITA, que também teria sido atacados pelas tropas amotinadas das Forças Armadas Zairenses, recuam para Angola depois de repatriar seus equipamentos civis e militares do Zaire. Jonas Savimbi, líder da UNITA, numa entrevista em julho de 1999 afirmou:
No Zaire, tínhamos hospitais, equipamentos e pessoal. Nós tivemos que tirar tudo. Então, lutamos em Kenge, a 70 km de Kinshasa. Paramos o progresso [de Kabila] por cerca de uma semana, o suficiente para remover tudo. Então nós partimos. Não havia mais nada a fazer de qualquer maneira. Mobutu estava doente e cansado. [...] Seu exército não tinha vontade de lutar.
Muitos civis são mortos e mulheres estupradas durante a retirada dos zairianos. Os rebeldes da AFDL também são acusados de abusos.